# Посольство Великобритании в Таиланде
Посольство Великобритании в Таиланде (англ.  Embassy of the United Kingdom in Bangkok, тайск. สถานเอกอัครราชทูตสหราชอาณาจักรประจำประเทศไทย) — дипломатическая миссия Великобритании в Таиланде. Посольство основано в 1947 году, его история восходит к 1856 году, когда британский консул впервые был размещен в Бангкоке после подписания Договора Бауринга. Располагалось на улице Чароен-Крунг у реки Чаупхрая, затем переехало на новое место на улицу Флоенчит-роуд и Уиттхайю-роуд в 1922 году. Первоначально это было сельское место на окраине города, но вскоре этот район превратился в одно из лучших мест в центре Бангкока. Комплекс оставался зеленым оазисом среди густо застроенных окрестностей на протяжении всего XX века, но был продан Central Group по рекордным ценам, сначала частично в 2007 году, а затем полностью в 2017 году. Сейчас посольство располагается в офисном здании на Сатхон-роуд, в то время как его первоначальные здания, включая резиденцию посла, были снесены, чтобы освободить место для реконструкции.

## История

### Основание
В 1856 году, после вступления в силу Договора Бауринга, Чарльз Баттен Хиллер стал первым британским консулом в Бангкоке. Первоначально миссия арендовала помещения в районе округа Бангкхолаем, но вскоре король Монгкут подарил ей участок земли на берегу реки Чаупхрая, рядом с португальским консульством. Это был жест щедрости, а также возмещение ущерба за инцидент, когда сиамские чиновники наказали британского подданного за преступление, нарушив экстерриториальность, предусмотренную новым договором. Строительство нового здания было завершено в 1876 году. К тому времени недавно построенная дорога Чароен-крунг также проходила мимо посольства, напротив реки.
В 1895 году консульство получило статус дипломатической миссии, и к 1900-м годам в нем разместилось несколько зданий, включая резиденцию министра, две тюрьмы и два здания суда. Флагшток, самый высокий в Бангкоке в то время, был поднят в 1892 году, чтобы заменить снесенный штормом. Сделанный из стали и заказанный в Гонконге, его стоимость в 500 фунтов стерлингов принесла ответственному вице-консулу выговор от Министерства иностранных дел и Министерства труда за ненужную расточительность. Статуя королевы Виктории установлена на этом месте в 1903 году и была официально открыта наследным принцем Вачиравудом во время церемонии, состоявшейся 23 марта 1905 года.

### Переезд в Флоенчит
Когда министр Ральф Пейджет прибыл в 1902 году, район, к тому времени известный как Банграк, стал очень оживленным, и миссия подвергалась сильному загрязнению и шуму от близлежащих рисовых мельниц, речного и дорожного движения, а также шумных соседей, среди которых был храм, колокола которого звонили каждое утро, и бар, расположенный напротив, которым управляла итальянка по имени мадам Старо. Ральф Пейджет внес предложения о переносе миссии, но реакция правительства Великобритании была без энтузиазма. Только в 1922 году новый участок земли площадью около 4,9 га в районе Флоенчит был приобретен у таиландского бизнесмена Най Лерта. Старый комплекс был продан сиамскому правительству, которое использовало его в качестве места для Главного почтамта Бангкока, примерно за 110 000 фунтов стерлингов. Этого было достаточно, чтобы оплатить как стоимость земли, так и строительство новых зданий (завершено в 1926 году), поскольку новый участок находился в сельской болотистой местности — факт, который сделал переезд крайне непопулярным в то время. Статуя королевы Виктории и флагшток были перенесены на новое место, а в 1923 году также был возведен военный мемориал. Резиденция министра (затем посла) служила главным зданием комплекса.
В 1947 году миссия была восстановлена как посольство Великобритании, а Джеффри Харрингтон Томпсон стал первым послом Великобритании в Таиланде. С тех пор было построено несколько дополнительных зданий, но комплекс оставался оазисом зелени среди окрестностей, которые к концу XX века превратились в часть коммерческого центра города с роскошными отелями, офисами, квартирами и торговыми центрами.

### Реконструкция и продажа
В 2006 году в рамках своего плана по понижению статуса нескольких посольств и консульств для перенаправления средств на другие виды деятельности Министерство иностранных дел, Содружества наций и развития Великобритании продало около 9 раев (1,4 га; 3,6 акра) или около трети поместья посольства, выходящую на Флоенчит-роуд — компании Tiang Chirathivat Real Estate Company, владельцы которой также управляли Central Group. Статуя королевы Виктории и военный мемориал были перемещены для размещения продажи, которая впоследствии превратила землю в элитный торговый центр Central Embassy.
В 2017 году Министерство иностранных дел продало оставшиеся 23 рая (3,7 га; 9,1 акра) земли посольства. Аукцион снова выиграла Central Group, которая, как сообщается, предложила цену в диапазоне 2-2,2 млн бат за квадратный метр (4 м2), установив общую цену более 18 млрд бат (420 млн фунтов стерлингов) и сделав её самой дорогой сделкой с недвижимостью в Таиланде за всю историю. Форин-офис опубликовал заявление, подтверждающее продажу совместному предприятию Central и Hongkong Land, в январе 2018 года. Посольство переехало в AIA Sathorn Tower, офисное здание на Сатхон-роуд. Военный мемориал был перенесен в Британский клуб, но статуя королевы Виктории была перенесена на участок. Сообщалось, что к августу 2019 года бывшая резиденция посла была снесена, чтобы освободить место для реконструкции.

## Особенности

### Здание посольства/резиденция посла
Главное здание посольства, построенное в 1923—1926 годах, представляло собой двухэтажное здание в британском колониальном стиле. Генеральный консул в Чиангмае Уилльям Альфред Вуд помогал Британскому управлению работ в его проектировании, которое было выполнено архитектором управления Арчибальдом Скоттом. Здание имело прямоугольную форму, проветривалось через многочисленные окна и было украшено деревянной резьбой и лепниной. Первоначально это была резиденция министра, а затем посла, на нижнем этаже позже располагались офисы посольства. Здание получило премию ASA Architectural Conservation Award в 1984 году и было внесено в список незарегистрированных древних памятников Департаментом изящных искусств. Его снос в 2019 году привел к написанию критического письма от Ассоциации сиамских архитекторов, в котором награда была отозвана и требовался её возврат.

### Статуя королевы Виктории
Статуя королевы Виктории является копией статуи в Уинчестере, которую спроектировал сэр Альфред Гилберт для золотого юбилея королевы. На постаменте есть надпись: «Виктория, королева Великобритании и Ирландии, императрица Индии. Воздвигнута в память о ней ее подданными в Сиаме. 1903». Первоначально статус располагалась за входными воротами миссии на Чароен-крунг, затем была перемещена, когда миссия переехала в новый комплекс, и затем снова, когда часть участка была продана в 2007 году. Статуя была прикрыта, когда консульство было занято японцами во время Второй мировой войны, но глазок был оставлен, символически позволяя статуе королеве видеть снаружи. Статуя также была популярна среди местных тайцев, которые оставляли подношения в обмен на удачу, помощь на экзаменах или успешное рождение детей.

### Военный мемориал
Военный мемориал, открытый 10 октября 1922 года, был первым сооружением, возведенным на новом месте Флоенчит. Сделан из гранита и спроектирован скульптором сэром Джеймсом Таггартом. Первоначально расположенный за въездными воротами, также был перемещен к передней части резиденции посла в 2007 году. После продажи посольства мемориал был перемещен в Британский клуб.